# Supernova/Wanderland
「Supernova / Wanderland」（スーパーノヴァ / ワンダーランド）は、9mm Parabellum Bulletの1枚目のシングル。2008年5月21日発売。

## 解説
デビューシングルリリース後にリリースした両A面シングル。ベースはピック奏法と指弾き、ドラムは全てスネアドラムを変えるなど色々な工夫が見られる。
3曲目終了後、隠しトラックとして1、2曲目のpiano versionが収録されている。

## 収録曲
全作詞：菅原卓郎　作曲：滝善充
1. Supernova
アルバム『Termination』製作中に作られた曲。
日本テレビ系『音楽戦士 MUSIC FIGHTER』2008年5月度オープニングテーマおよび6月度POWER PLAY。
Rooftopという音楽のフリーペーパーにて、滝はアイアン・メイデンを意識したと発言している。
2. Wanderland
日本テレビ系アニメ『RD 潜脳調査室』のオープニングテーマのために作られた曲である。テレビ東京系『JAPAN COUNTDOWN』2008年7月度オープニングテーマ。
「アニメのオープニングで70秒の枠で使われる」と言われた滝は、サビやギターソロを全て盛り込んだ70秒の曲を作ろうとしたが挫折。滝曰く「ひとりで悩みながら作り、作曲するのが苦しかった」らしい。なお、「アニメ枠に合わせた短い時間の曲を作る」というチャレンジは後に『インフェルノ』で達成される。
曲の中盤ではピッコロスネアを使っている。
発売後間をおいてPVが制作された。ちなみにPVには本人達は出演していない。
3. Wildpitch
この楽曲は2年前からあったという。菅原曰く「歌詞はプロデューサーのいしわたり淳治さんに訂正を受けることがなく、するっと書けた」と言う。
録音はこの曲のみアナログで録られ、シンバルの一種であるジルベルが使われている。
発売前、ホームページで曲のワンフレーズが流れていた。
4. Supernova (piano version)
隠しトラック。曲中のピアノは滝が弾いている。
2008年10月に行われた｢暁の野音｣で、このバージョンの｢Supernova｣を滝がキーボードで披露した。
5. Wanderland (piano version)
こちらも隠しトラック。Supernovaと同じく、滝がピアノを弾いている。